# Provinz Südpreußen

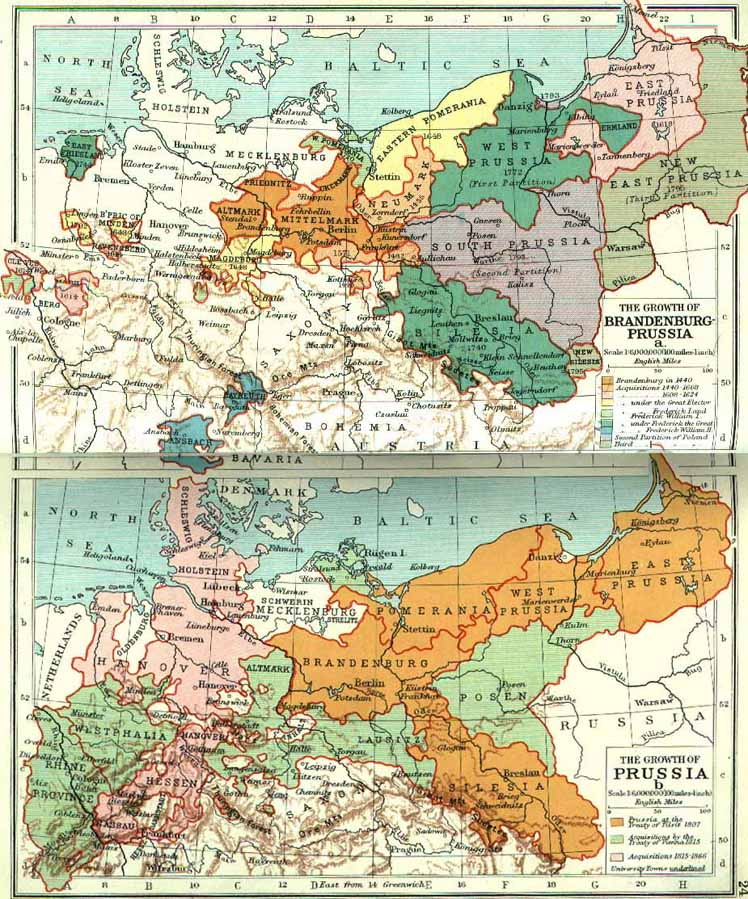
Das Wachstum Preußens; u. a. Südpreußen ab 1795, ab 1815 Posen

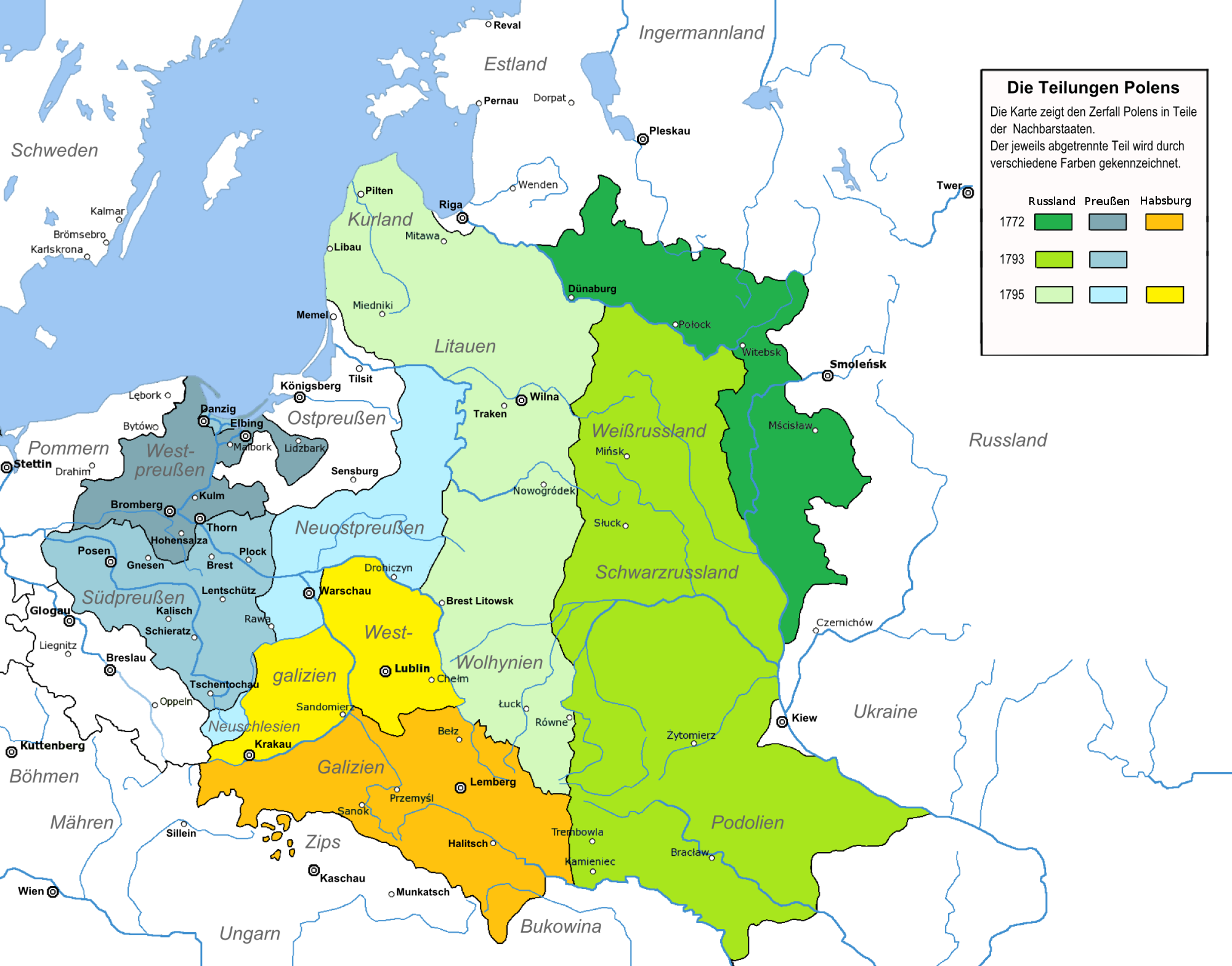
Die Teilungen Polens

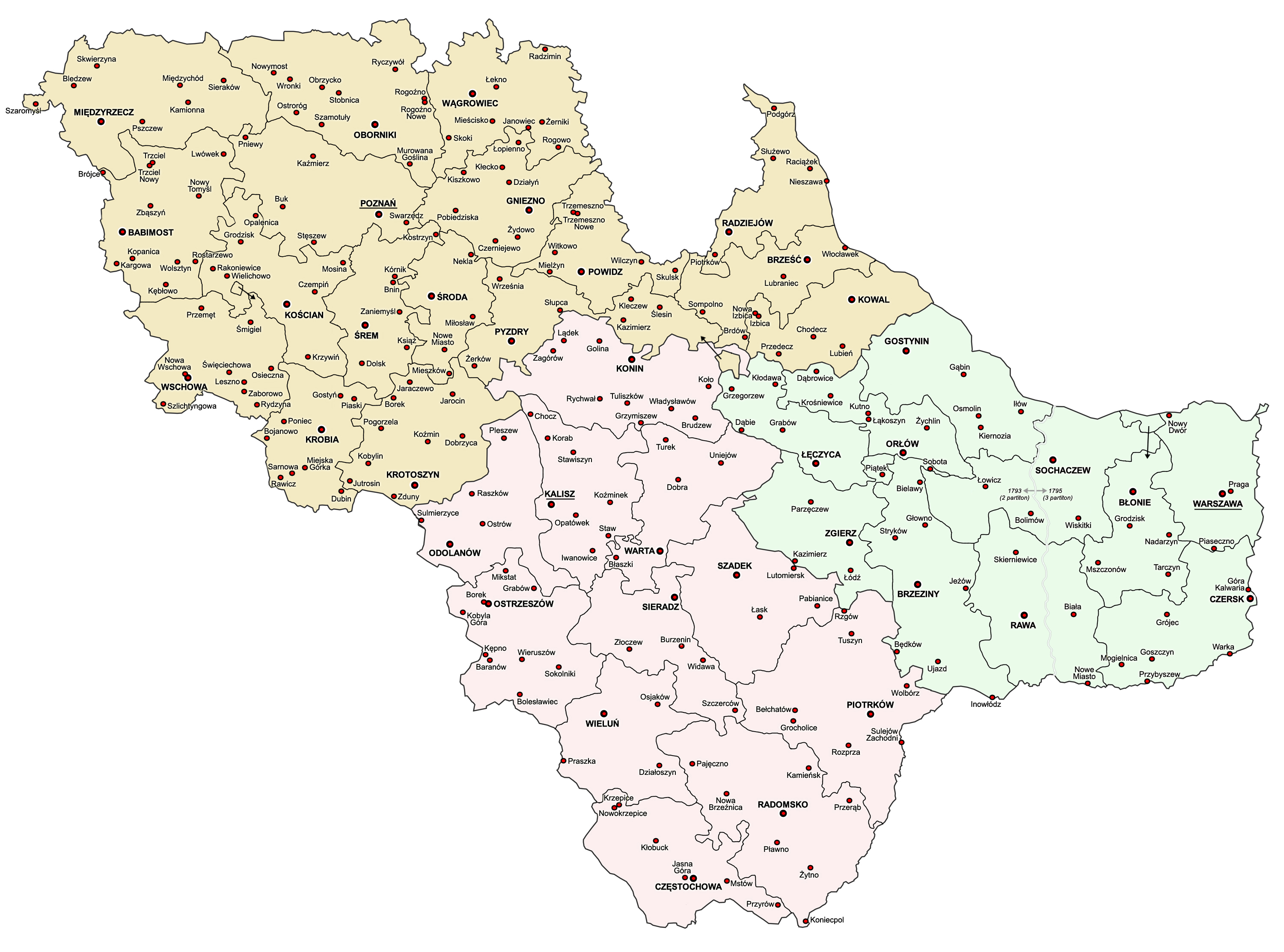
Verwaltungskarte mit den Kammerdepartements, Kreisen und Städten, 1795–1806

Die Provinz Südpreußen war eine von 1793 bis 1807 bestehende Provinz des Staates Preußen außerhalb des Heiligen Römischen Reichs. Sie umfasste die Gebiete der historischen Landschaften Großpolens und Masowiens, die mit der Zweiten Teilung Polens von Preußen annektiert worden waren. Dies waren die bisherigen polnischen Woiwodschaften Brześć Kujawski, Kalisz, Łęczyca, Płock, Posen, Rawa und Sieradz.

## Geschichte
Zwei Jahre nach ihrer Entstehung wurde der jungen Provinz bei der Dritten Teilung Polens 1795 die Stadt Warschau mit ihrem westlichen Umland zugeschlagen, gleichzeitig wechselten die kurzzeitig südpreußischen Gebiete nordöstlich der Weichsel im Plotzker Umland zur durch die Dritte Teilung gebildeten Provinz Neuostpreußen.
Südpreußen unterstand nicht dem Generaldirektorium in Berlin, sondern dem Grafen von Hoym, der dem preußischen König unmittelbar über deren Angelegenheiten vorzutragen hatte. Eine Provinzialhauptstadt gab es von 1793 bis 1807 nicht. Verwaltungszentren waren die Sitze der Kriegs- und Domänenkammern in Posen, Kalisch, Plotzk (bis 1795) und Warschau (zusätzlich seit 1795); an diesen Orten befanden sich auch als obere Justizbehörden die „Regierungen“, deren Bezirke genau gleich geschnitten waren. Für die Innere und Finanzverwaltung wurden landrätliche Kreise für die ländlichen Gebiete und steuerrätliche Inspektionen für die Aufsicht über die Städte eingerichtet.
Die Fläche betrug rund 53.000 km², die Einwohnerzahl etwa 1,4 Millionen, die überwiegende Mehrheit der neuen Untertanen sprach Polnisch. Bedeutende Städte waren neben Warschau und den vormaligen Woiwodschaftssitzen noch Petrikau und Gnesen. Das heute bedeutende Łódź war damals eine Kleinstadt von unter 1000 Einwohnern, der man sogar die Stadtrechte aberkennen wollte. Ein kleiner Teil der 1795 an Preußen gekommenen Gebiete wurde als „Neu-Schlesien“ bezeichnet und hinsichtlich der inneren Verwaltung an die Kriegs- und Domänenkammer in Breslau angegliedert. Rechtsprechung und Justiz wurden – wegen der dort weiter geltenden Vorschriften aus polnischer Zeit – in den beiden Kreisen Pillen und Sewerien allerdings von Kalisch aus beaufsichtigt.
Ab 1798 förderte König Friedrich Wilhelm III. von Preußen besonders die deutsche (nicht-preußische) Einwanderung nach Südpreußen und Neuostpreußen. Einwanderer auf adligen Ländereien nannte man Hauländer, solche auf königlichen Amtsländereien Kolonisten. Eine zentrale Rolle bei dieser Kolonisation spielte der preußische Hauptmann Friedrich Magnus von Nothardt. Er leitete von 1798 bis zu seinem Tod Ende 1804 die Anwerbung von Kolonisten für Südpreußen, beteiligte sich maßgeblich an der Ausarbeitung der Ansiedlungsbedingungen und auch des seit der Mitte 1799 entwickelten Plans zur Anwerbung von Kolonisten aus dem Reich. Ab 1800 war er als Werbeoffizier in Süddeutschland tätig, wo er ein festes Werbungsbüro unterhielt, zunächst in Öhringen bei Heilbronn, ab 1804 in Crailsheim (Ansbach). Aufgrund seiner erfolgreichen Siedlerwerbung und der Gründung zahlreicher Schwabensiedlungen wurde er am 26. November 1804 als Major verabschiedet, um Kammerdirektor zu Kalisch zu werden, wozu es wegen seines frühen Todes im Alter von nur 38 Jahren nicht mehr kam. Der Zusammenbruch Preußens 1806/07 brachte schließlich die Kolonisationsbemühungen vollends zum Erliegen.
Im Frieden von Tilsit musste Preußen 1807 auf die Provinzen Südpreußen und Neuostpreußen verzichten, aus denen Napoleon Bonaparte das Herzogtum Warschau bildete. Bei der Umformung des Herzogtums zu Kongresspolen beim Wiener Kongress fiel 1815 die westliche Hälfte des ehemaligen Südpreußen – also das historische Großpolen – unter dem Namen Großherzogtum Posen an Preußen.

## Verwaltungsgliederung
Kammerdepartment Posen
- Kreis Bomst
- Kreis Brzesc
- Kreis Fraustadt
- Kreis Gnesen
- Kreis Kosten
- Kreis Kowal
- Kreis Kröben
- Kreis Krotoschin
- Kreis Meseritz
- Kreis Obornik
- Kreis Peysern
- Kreis Posen
- Kreis Powitz
- Kreis Radziejow
- Kreis Schrimm
- Kreis Schroda
- Kreis Wongrowitz

Kammerdepartment Kalisch
- Kreis Adelnau
- Kreis Czestochowa
- Kreis Kalisch
- Kreis Konin
- Kreis Ostrzeszow
- Kreis Petrikau
- Kreis Radomsko
- Kreis Sieradz
- Kreis Szadek
- Kreis Warta
- Kreis Wielun

Kammerdepartment Warschau
- Kreis Blonie
- Kreis Brceczin
- Kreis Czersk
- Kreis Gostynin
- Kreis Lentschitz
- Kreis Orlow
- Kreis Rawa
- Kreis Sochaczew
- Kreis Warschau
- Kreis Zgierz